# Karl Felder
Karl Felder (* 15. Oktober 1879 in Konstanz; † 11. Juni 1962 in Vielbrunn) war ein hessischer Politiker (Zentrum) und ehemaliger Abgeordneter des Landtags des Volksstaates Hessen in der Weimarer Republik.

## Familie
Karl Felder war der Sohn des Eisenbahnarbeiters Karl Felder und dessen Frau Anna geborene Moog. Er heiratete am 23. April 1908 Hermine geborene Spöni.

## Ausbildung und Beruf
Karl Felder machte eine Lehre als Buchdrucker. 1907 bis 1914 arbeitete er als Gewerkschaftssekretär in Köln. 1914 bis 1924 war er Landessekretär der christlichen Gewerkschaften Hessens, danach Arbeitersekretär in Mainz.

## Politik
Karl Felder war für das Zentrum Kreistagsabgeordneter im Landkreis Mainz. 1921 bis 1924 gehörte er in der zweiten Wahlperiode dem hessischen Landtag an. In der 3. Wahlperiode rückte er 1925 für Wilhelm Knoll nach und schied vorzeitig 1927 aus. Sein Nachfolger im Landtag wurde Johann Wesp.